# حسوکندی
حسوکندی روستایی است از توابع بخش مرکزی شهرستان ارومیه استان آذربایجان غربی ایران است. این روستا در مرکز دهستان باراندوز قرار دارد و به دلیل امکانات بسیار  و موقعیت خوب آن بخش عمده ای از نیاز های منطقه را برطرف میکند.
| کشور     | ایران                  |
| استان    | آذربایجان غربی         |
| شهرستان  | ارومیه                 |
| بخش      | بخش مرکزی              |
| -------- | ---------------------- |
| دهستان   | باراندوزچاي            |
| جمعیت    | ۲۹۴نفر                 |
| زبان     | کردی                   |
| دین      | سنی                    |
| روحانی   | ماموستا محمد مهماندوست |
| شورا     | رحمان پیلتن            |
| دهیار    | نیهاد بناله            |
| کد آماری | ۰۳۹۸۲۰                 |

## اقتصاد و معیشت
اقتصاد و معیشت اصلی روستا پایه کشاورزی به خصوص پرورش سیب است.

## آموزش و امکانات
روستای حسوکندی از برتری امکانات در منطقه برخوردار است نظیر(خانه بهداشت،تزریقات،مدرسه ابتدایی،فروشگاه،پیرایشگاه مردانه و زنانه،میوه فروشی،و...

## شهرت اصلی روستا
پرورش سیب در حسوکندی
سیب از مهم‌ترین و شناخته‌شده‌ترین محصولات کشاورزی روستای حسوکندی است و نقش اساسی در اقتصاد و معیشت اهالی دارد. باغ‌های سیب در زمین‌های حاصلخیز روستا و در مناطق با شیب ملایم و آب‌وهوای معتدل احداث شده‌اند. اهالی با استفاده از روش‌های سنتی و در برخی موارد روش‌های نیمه‌مدرن کشاورزی، اقدام به کاشت و مراقبت از درختان سیب می‌کنند. برداشت سیب معمولاً در اواخر تابستان و اوایل پاییز انجام می‌شود و بخش عمدهٔ محصول علاوه بر مصرف خانوار، به بازارهای اطراف و شهرستان‌های همجوار عرضه می‌گردد.
پرورش سیب در حسوکندی شامل انواع مختلفی از سیب‌های زرد، قرمز و سبز است که هر یک با توجه به طعم و مقاومت به شرایط اقلیمی، در باغ‌ها کاشته می‌شوند. به‌دلیل اهمیت اقتصادی این محصول، بسیاری از خانواده‌ها بخشی از زمین‌های خود را به باغ‌های سیب اختصاص داده‌اند و این فعالیت، منبع اصلی درآمد بسیاری از اهالی روستا محسوب می‌شود.
نمونه هایی از سیب قرمز روستای حسوکندی
https://commons.wikimedia.org/wiki/File:Hasukandi_Apple_Orchard.jpg

## تاریخچه
روستای حسوکندی یکی از روستاهای قدیمی منطقه‌ی شمال‌غرب ایران است که قدمت آن بنا به روایت‌های محلی و شواهد تاریخی، به چندین قرن قبل بازمی‌گردد. نام «حسوکندی» به احتمال زیاد ترکیبی از واژه‌ی «حسو» که ممکن است نام یکی از بزرگان، ریش‌سفیدان یا بنیان‌گذاران اولیه‌ی روستا بوده باشد، و «کندی» به معنی «روستا» یا «ده» در زبان کردی باشد. این ترکیب در بسیاری از نام‌های محلی در کردستان رایج است.
مهاجرت‌های اولیه و شکل‌گیری روستا
طبق روایت‌های شفاهی میان بزرگان روستا، تبار اولیهٔ ساکنان حسوکندی به طوایف کوچ‌نشین کُرد بازمی‌گردد که از مناطق کوهستانی برای یافتن چراگاه و زمین‌های قابل کشاورزی به این ناحیه آمده‌اند. به‌دلیل وجود چشمه‌ها، خاک حاصل‌خیز، و موقعیت نسبتاً امن در دامنه کوه‌ها، در این منطقه ساکن شده‌اند.
میراث فرهنگی و زبانی
یکی از مهم‌ترین ویژگی‌های تاریخی روستا، حفظ زبان، موسیقی و فرهنگ بومی کُردی است. مردم روستا تا به امروز گویش کرمانجی را با اصالت کامل حفظ کرده‌اند و فرهنگ شفاهی غنی‌ای دارند. داستان‌ها، لالایی‌ها، ضرب‌المثل‌ها و نقل‌های قدیمی بین نسل‌ها منتقل شده و بخشی از هویت تاریخی روستا را تشکیل می‌دهد.
نقش اجتماعی روستا
حسوکندی همواره به‌عنوان یکی از روستاهای مؤثر در منطقهٔ خود شناخته شده که مردم آن در مسائل اجتماعی، مراسم مذهبی، و دفاع از فرهنگ کُردی بسیار فعال بوده‌اند. این روستا در جریان برگزاری جشن‌های سنتی، بزرگداشت نوروز، و عزاداری‌های مذهبی، همیشه فعال و پرجنب‌وجوش بوده است.
تغییرات معاصر و چالش‌های امروز
در دهه‌های اخیر، مانند بسیاری از روستاهای مرزی، مهاجرت به‌شدت افزایش یافته است. جوانان برای تحصیل یا کار به شهرها رفته‌اند و جمعیت سالمند در روستا بیشتر شده. با این حال، برخی خانواده‌ها در ایام نوروز یا تابستان به روستا بازمی‌گردند و آن را زنده نگه می‌دارند.

## طبیعت
روستای حسوکندی با طبیعت زیبا و سبز و مناظر زیبا مقصد زیبایی برای گردشگران است.این روستا  به دلیل طبیعت سبز و زیبایی شهرت دارد,این روستا یکی از قطب های گردشگری در شهرارومیه است.

## شهرت اصلی روستا
شهرت اصلی روستا پرورش سیب لوکس و صادرات آن به کشور های همسایه است

## زبان محلی
مردم این روستا به زبان کردی صحبت میکنند.

## جمعیت
این روستا در دهستان باراندوز قرار داشته و اکنون ۷۰ خانوار و جمعیتی نزدیک به ۳۰۰ نفر دارد